# Starý rybník (Zbraslavice)
Starý rybník je rybník v Středočeském kraji. Nachází se v okrese Kutná Hora asi 1,2 kilometru severovýchodně od centra Zbraslavic (na katastrálním území této obce), asi 0,7 kilometru severovýchodně od železniční zastávky Zbraslavice a asi 0,5 kilometru severoseverozápadně od konce vzletové a přistávací dráhy letiště Zbraslavice. Od Kutné Hory je rybník vzdálen přibližně 15 kilometrů vzdušnou čarou.

## Popis a přístup

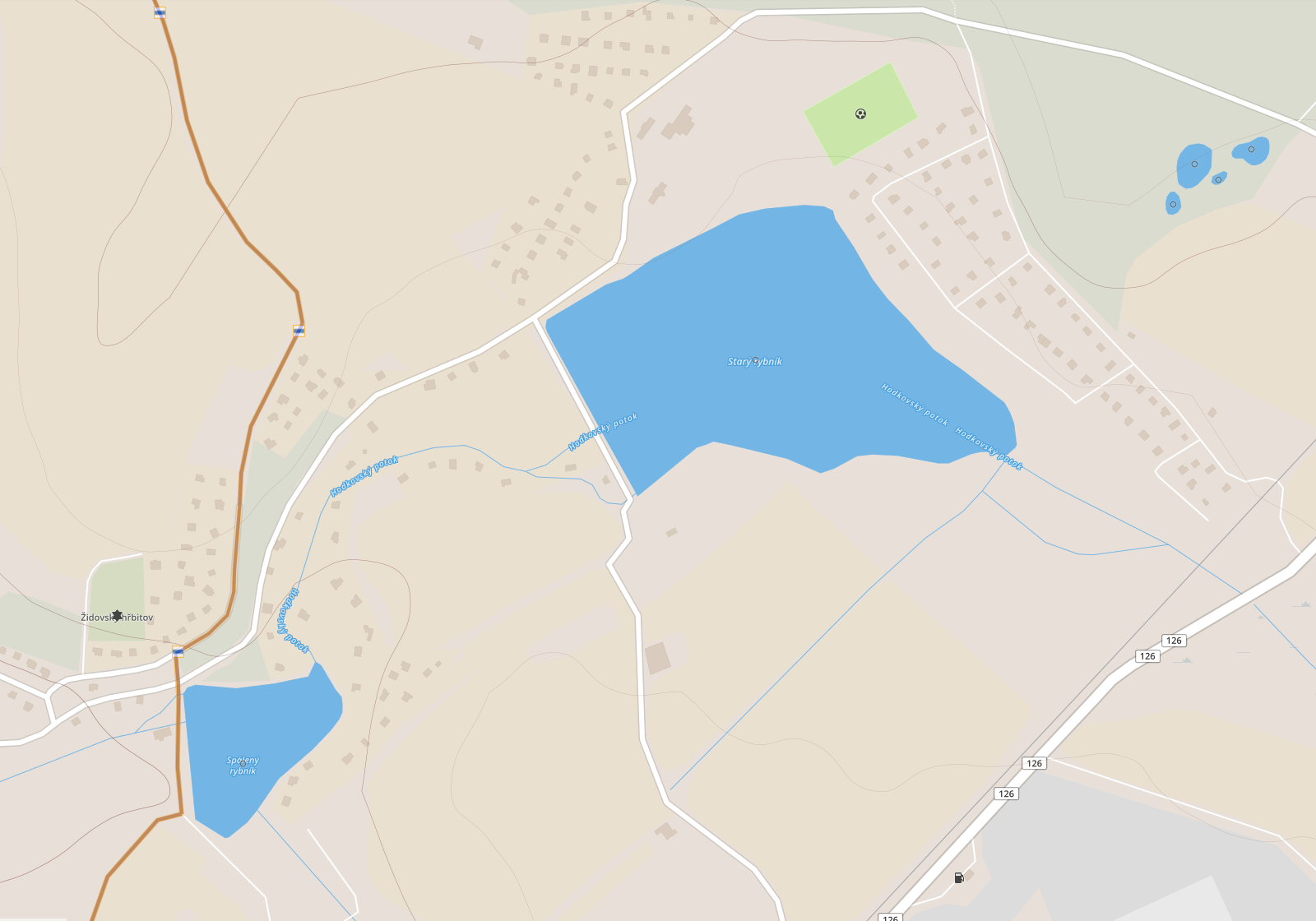
Schéma Starého a blízkého Spáleného rybníka (vlevo)

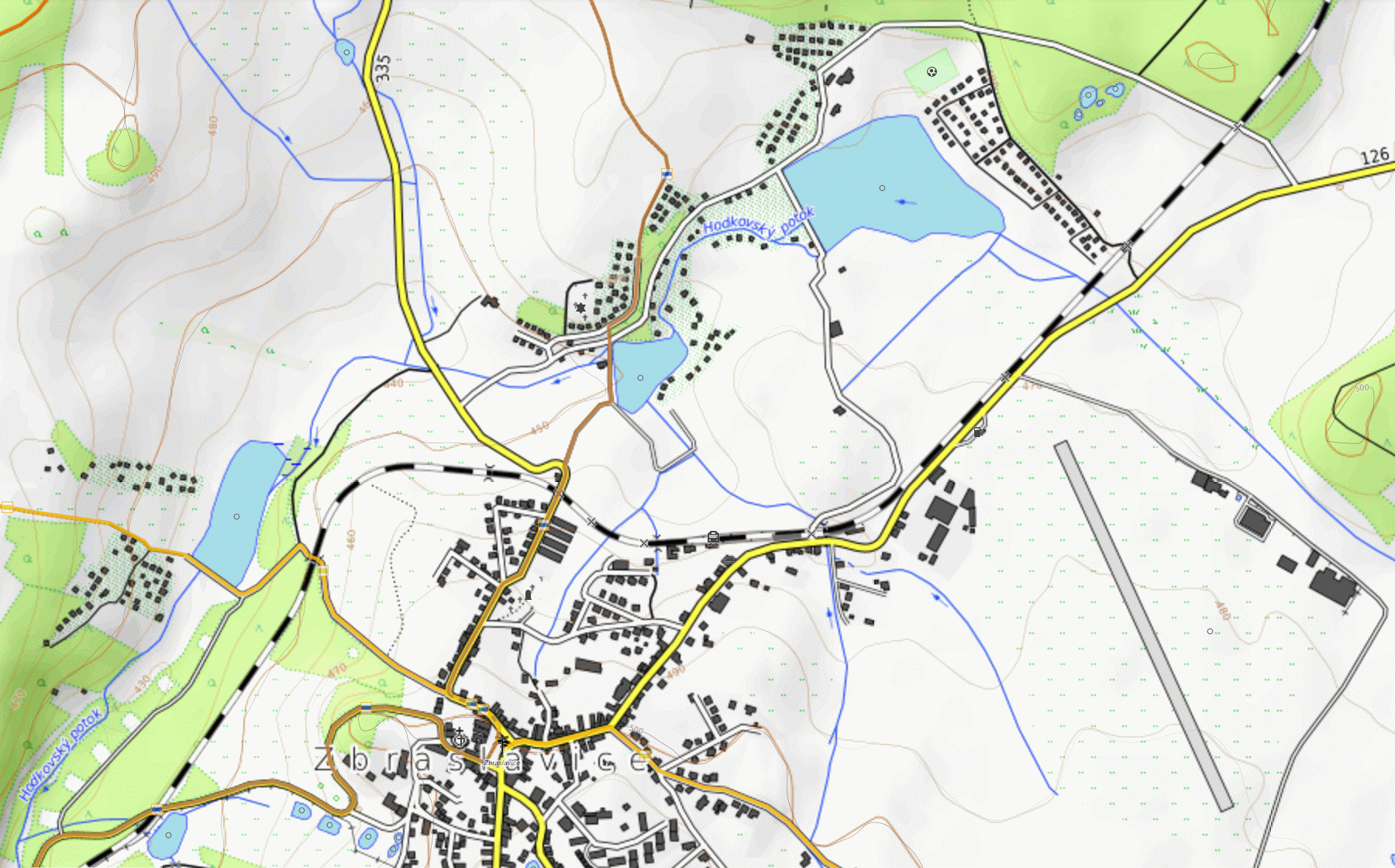
Přítoky, odtoky, cesty – rybníky v okolí Zbraslavic: zleva Nový, Spálený a Starý

Rozloha rybníka je 7,1 hektarů, celkový objem činí 80 tis. m³, retenční objem je 40 tis. m³.
Leží v nadmořské výšce přibližně 465 metrů. Rybník je napájen Hodkovským potokem, na kterém leží ještě několik dalších rybníků a za železniční zastávkou obce Želivec se vlévá zprava jako největší přítok do Ostrovského potoka (ten se potom ve Zruči nad Sázavou vlévá do Sázavy. V bezprostředním okolí Zbraslavic se nachází ještě dva menší rybníky: Spálený rybník (rozloha 1,4 hektaru, asi 350 metrů jihozápadně od Starého rybníka) a Nový rybník (rozloha 2,4 hektaru, asi 1,2 km jihozápadně od Starého rybníka a 0,6 km severozápadně od centra Zbraslavic).
Jedná se o poměrně velký rybník (druhý největší na Hodkovském potoce, přičemž Panský rybník u Hodkova je jen o 0,5 ha větší). Západní, severní a východní břeh je téměř rovný, pouze jižní břeh je hodně zvlněný (nebýt této nepravidelnosti, měl by rybník vysloveně obdélníkový tvar). Hráz se nachází na západní straně a její délka od severu k jihu je přibližně 180 metrů. Starý rybník je využíván hlavně pro rekreační účely a polointenzivnímu chovu ryb. Zajímavostí je, že nad rybníkem můžeme často pozorovat motorová letadla a větroně, protože rybník leží téměř přesně v ose startovací a přistávací dráhy nedalekého letiště Zbraslavice, kde se koná pravidelně AZ CUP a další (i mezinárodní) soutěže.
Cesty: rybník je dobře přístupný i automobilem z několika směrů. Nejkratší cesta (asi 1,1 kilometru) vede od železniční zastávky Zbraslavice, asi 100 metrů východně od nádraží odbočuje ze silnice II/126 přes železniční přejezd a dále pokračuje přibližně severním směrem až k rybníku. Poslední úsek vede po hrázi rybníka, kde se u severozápadního rohu spojuje s další cestou k rybníku. Ta začíná odbočkou ze silnice II/335 na severním okraji Zbraslavic a dále vede východním až severovýchodním směrem zhruba podél Hodkovského potoka, přičemž prochází mezi Spáleným rybníkem (jižně od cesty) a Židovským hřbitovem (severně od cesty). Od Kutné Hory (od Štipoklas) je rybník dostupný dvěma odbočkami ze silnice II/126, které se posléze opět spojují severovýchodně od rybníka a poté pokračují k severnímu břehu rybníka. Přímo okolo rybníka nevede žádná značená turistická cesta. Nejblíže prochází modrá trasa pro pěší, která ze Zbraslavic vede přibližně severním směrem, za hrází Spáleného rybníka je nutné odbočit na cestu, kterou křižuje. Modrá trasa pokračuje dále na sever do Hetlína a Starý rybník míjí ve vzdálenosti asi 250 metrů.

## Chatová osada a rekreačně sportovně areál
U rybníka se rozkládá poměrně rozsáhlá chatová osada. Několik chat se nachází pod hrází rybníka, odkud částečně roztroušená chatová zástavba pokračuje až k menšímu Spálenému rybníku. Více chat se nachází u severního břehu rybníka a největší počet chat se rozkládá podél celého východního břehu, kde zástavba pokračuje až těsně k železniční trati č. 235, nedaleko souběžné silnice II/126.
Od roku 1936 patří ke Zbraslavicím i areál Rekreačního a sportovního střediska, který leží na severním břehu Starého rybníka. Původně areál sloužil pro rekreaci zaměstnanců tehdejší pošty, později zde byl mezinárodní pionýrský tábor Petra Bezruče nebo ozdravovna. Od roku 1996 areál provozuje současný soukromý vlastník, který areál postupně kompletně rekonstruoval a modernizoval. Nachází se zde budova Sport s ubytováním hotelového typu (v budově je i tělocvična), budovy Adam a Eva, Start, dřevěná roubená budova (Srub) a asi dvacet chatiček. V areálu je dále fotbalové hřiště, hřiště na plážový volejbal, hřiště na mini fotbal, basketbalové hřiště, hřiště na volejbal/nohejbal a tenis, vybavení pro stolní tenis, další tělocvičny a sportoviště, pochopitelně též pláž. Je zde rovněž lanové centrum a horolezecká stěna (tzv. Tarzan park), půjčovna kol, koloběžek, kajaků a další.

## Fotogalerie

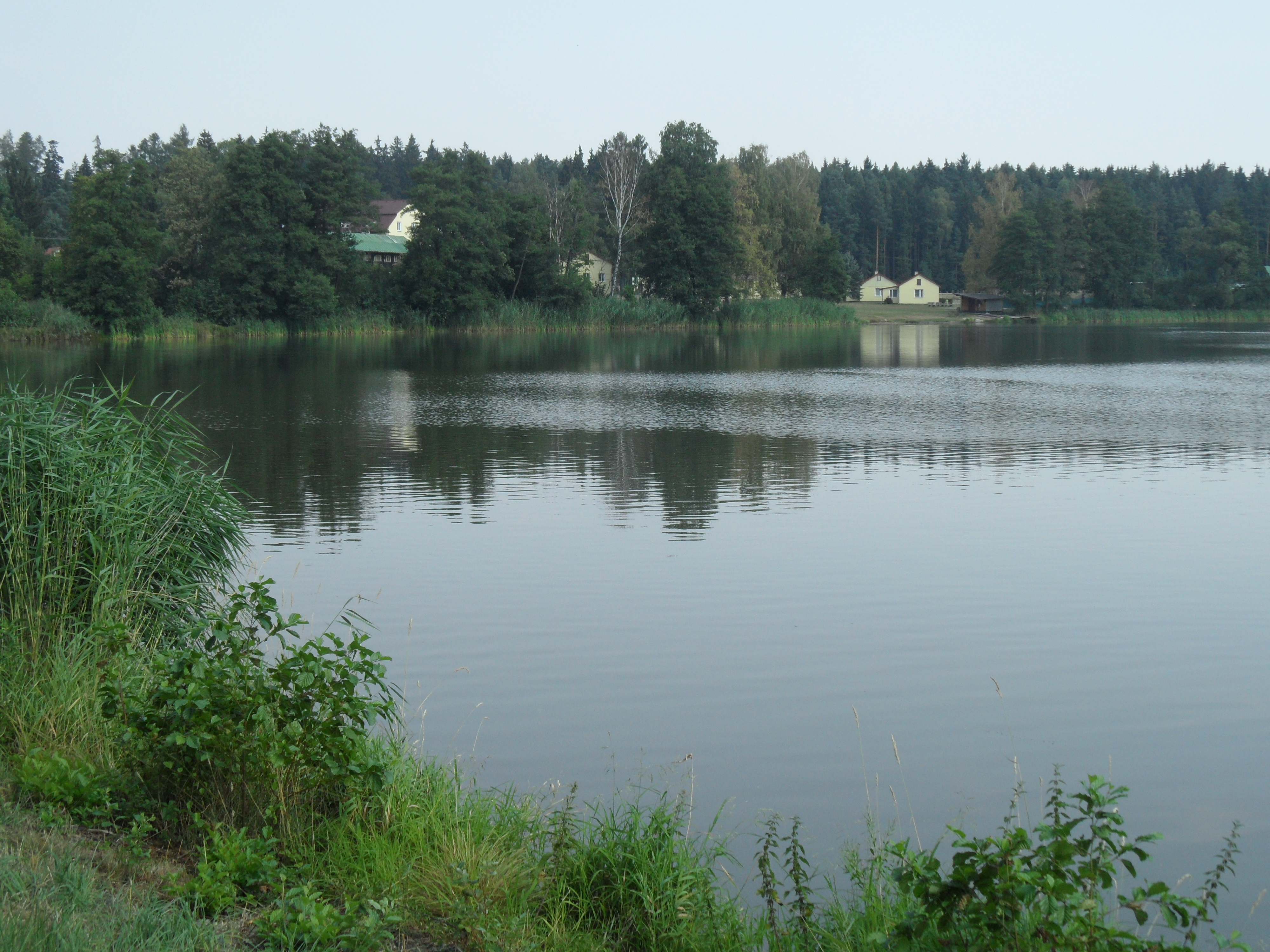
Severní břeh od hráze
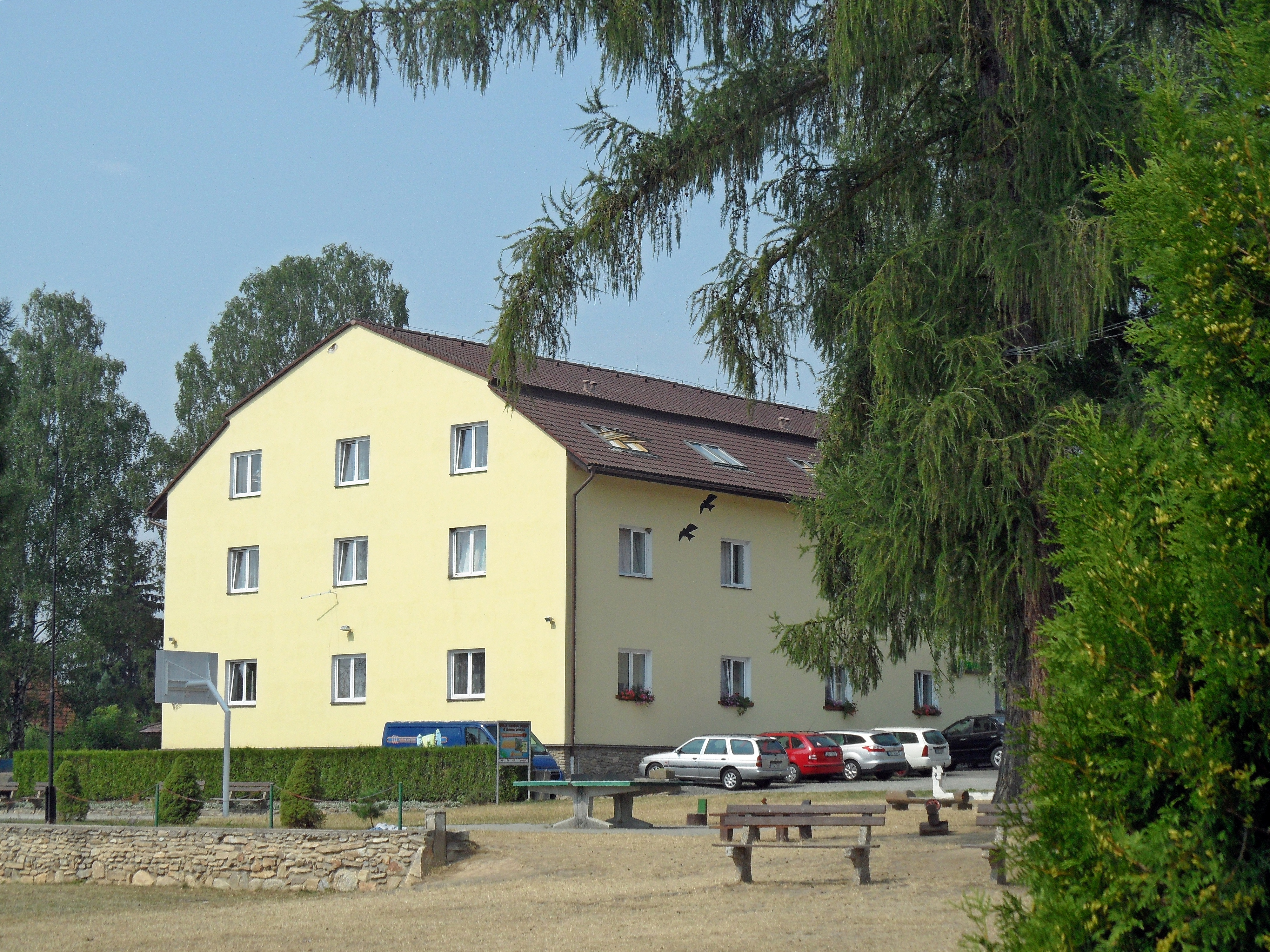
Hlavní budova rekreačního areálu
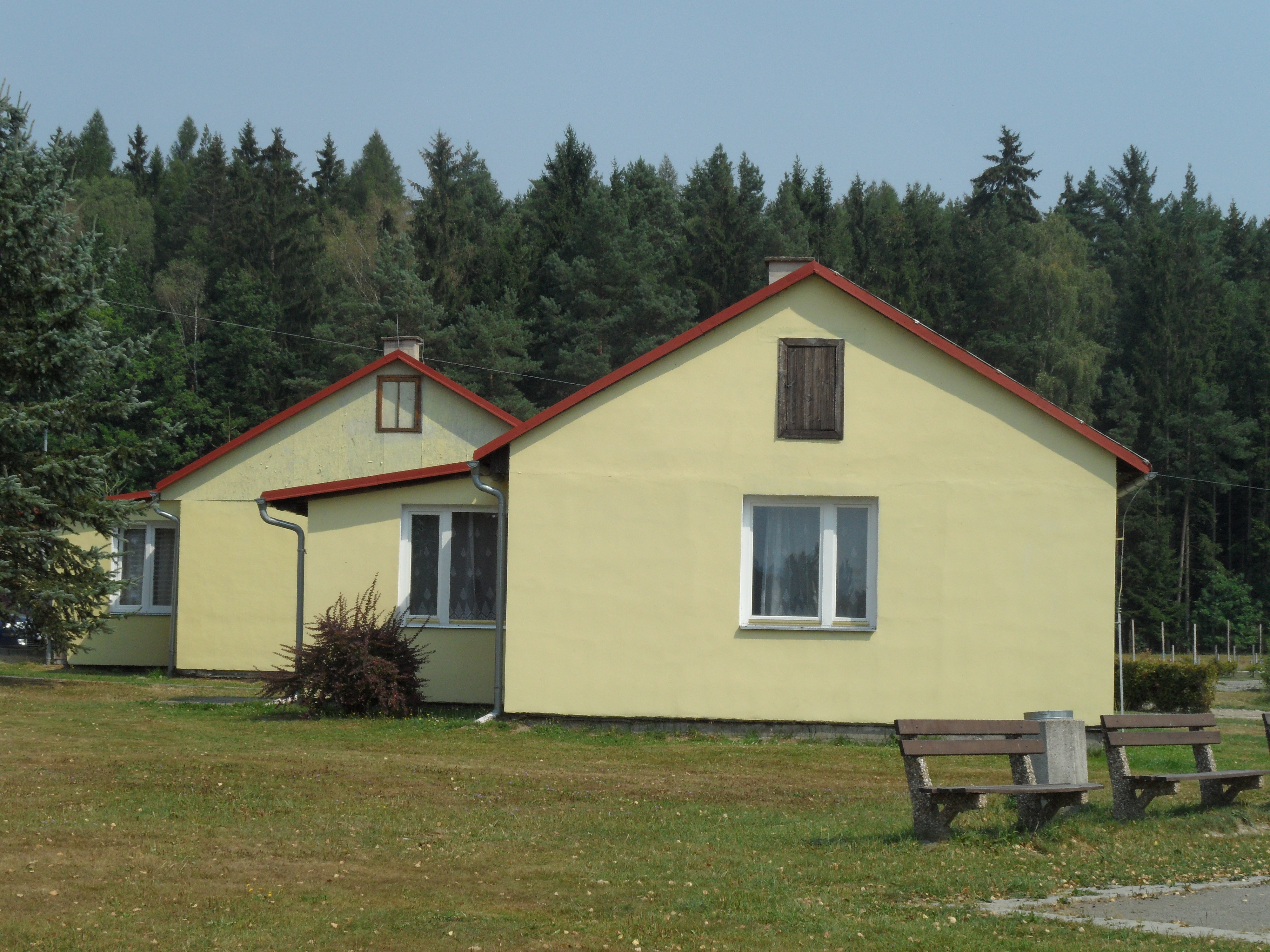
Rekreační areál, chatičky
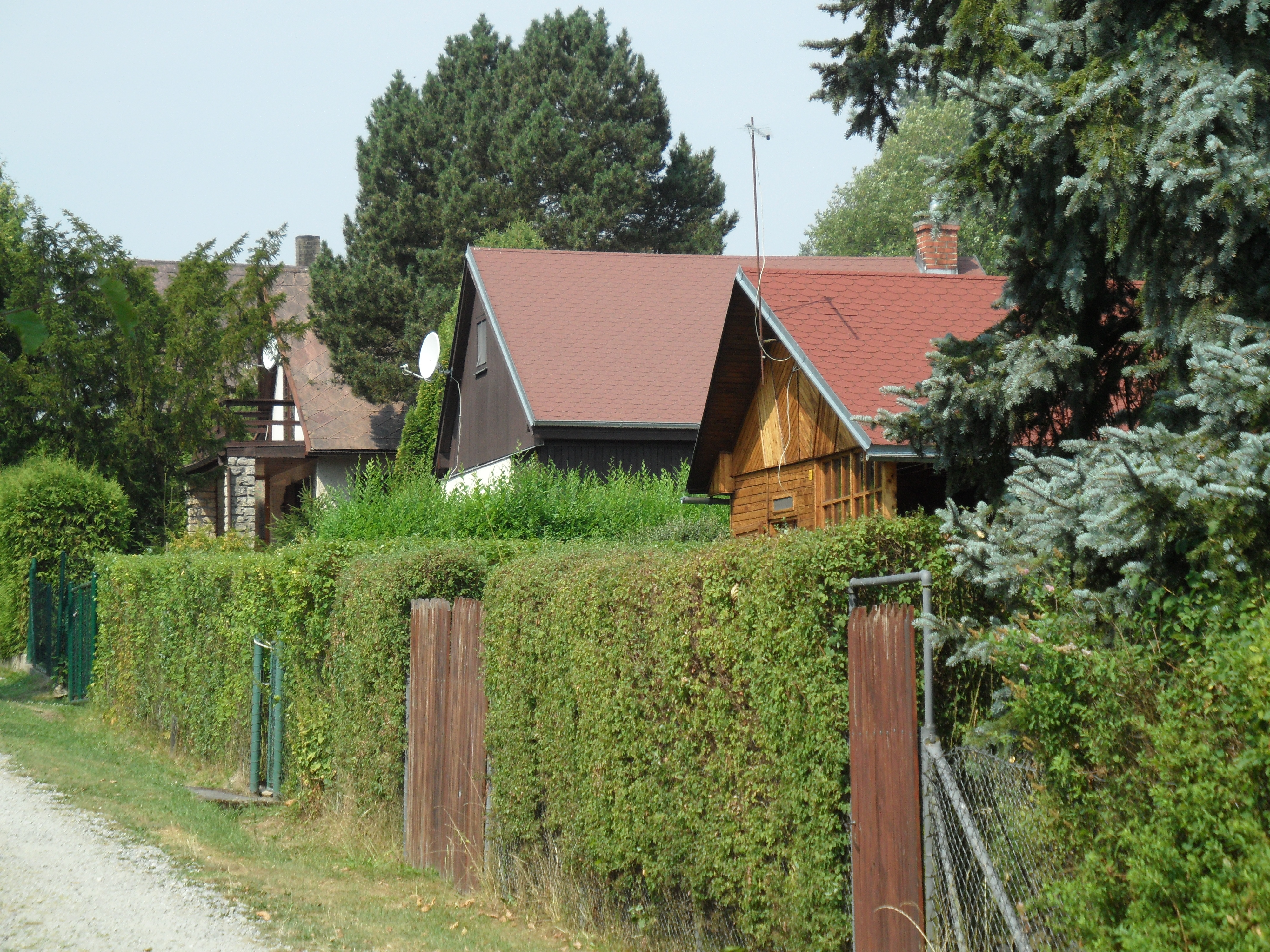
Část chatové osady
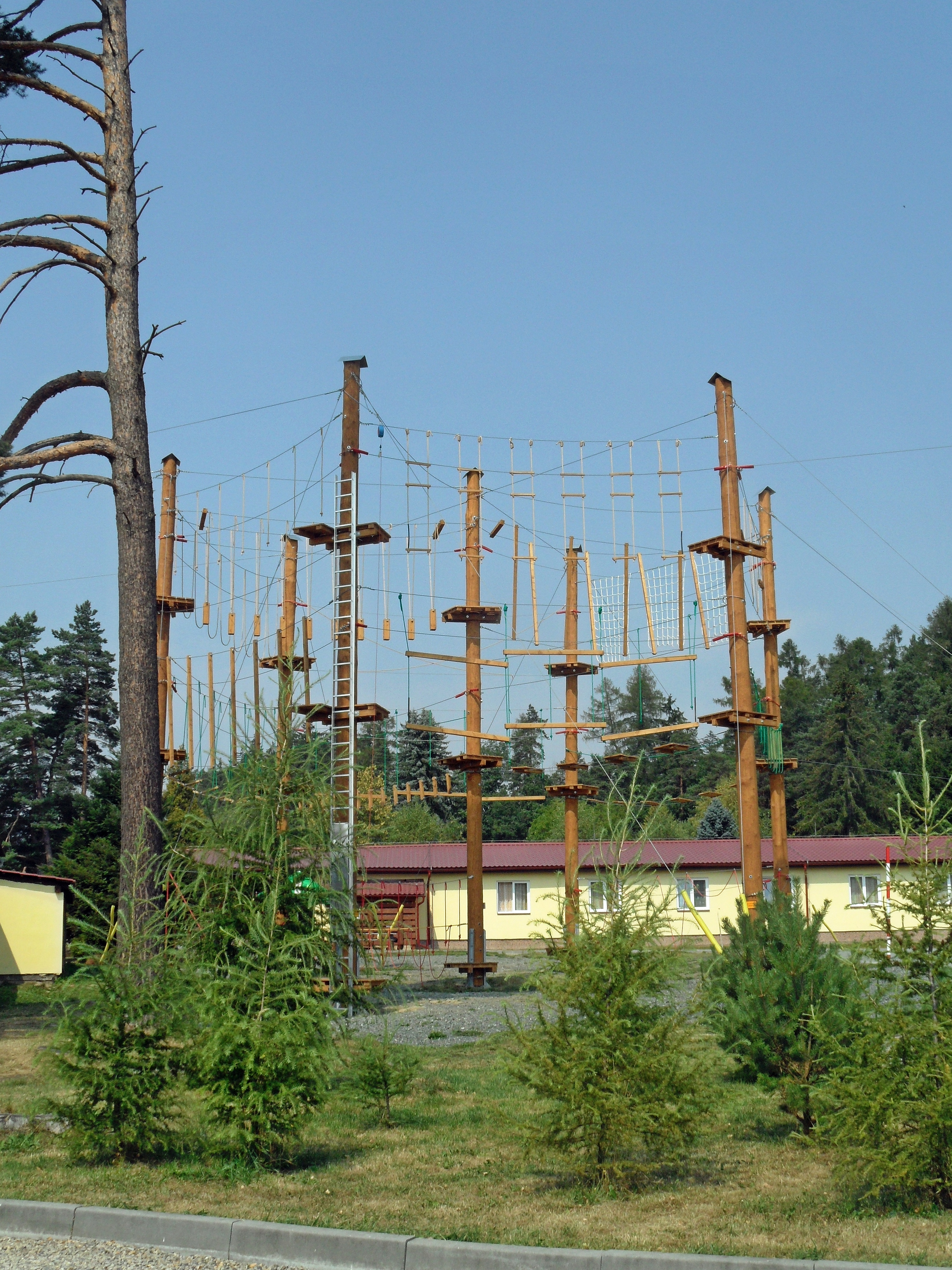
Lanové centrum